# WYSIWYG

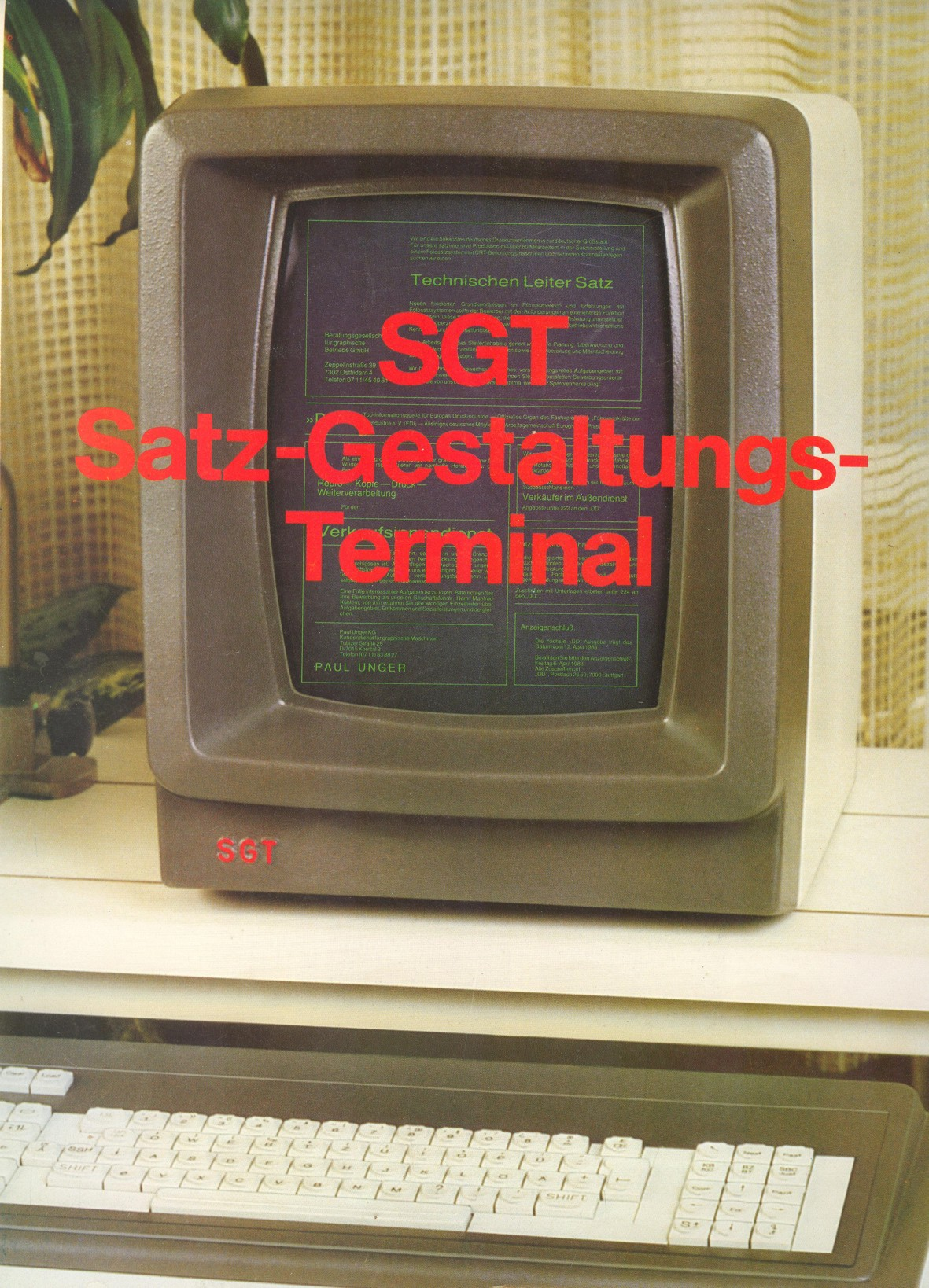
Satz-Gestaltungs-Terminal

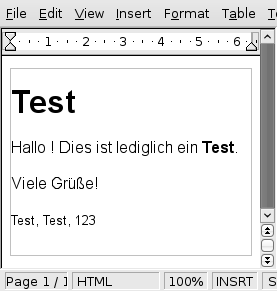
Ein WYSIWYG-Editor

WYSIWYG [ˈwɪziwɪg] ist das Akronym für den Grundgedanken „What You See Is What You Get“ (englisch für „Was du siehst, ist [das], was du bekommst.“) – auch als Echtzeitdarstellung bekannt (beziehungsweise, bezogen auf die Bildschirmdarstellung, Echtbilddarstellung).
Bei echtem WYSIWYG wird ein Dokument während der Bearbeitung am Bildschirm genauso angezeigt, wie es bei der Ausgabe über ein anderes Gerät, z. B. einen Drucker, aussieht. Der Begriff wurde zuerst Anfang der 1980er im Zusammenhang mit Computer-Drucksatz-Systemen (Desktoppublishing) und Textverarbeitungsprogrammen verwendet.

## Geschichte und weitere Einzelheiten
Das erste in der Praxis verwendbare und auf dem Markt erhältliche Gerät war der Satz-Gestaltungs-Terminal (SGT), eine Entwicklung des österreichischen Unternehmens Grafotron unter ihrem Chefentwickler Hannes Schöllauf. Der SGT konnte eine direkt auf einem Bildschirm grafisch richtig erstellte Seite in Satzkommandos einer Linotype CRTronic- oder Linotronic-Fotosetzmaschine umwandeln. Damit war man in der Lage, ohne Satzkommandos hergestellte Seiten zu belichten. Der SGT hat damit das spätere Desktop-Publishing vorweggenommen.
In den 1990ern wurde der Begriff WYSIWYG durch zahlreiche Programme aufgeweicht, bei denen das ausgegebene Dokument nur noch so ähnlich aussieht wie während der Bearbeitung. Insbesondere bei HTML-Editoren ist die Bezeichnung streng genommen nicht korrekt, da die Ausgabe einer HTML-Seite vom verwendeten Browser und dessen Voreinstellungen sowie eventuell den installierten Systemschriften abhängt und deshalb von Betrachter zu Betrachter stark variieren kann. Außerdem gibt es zwei Varianten, das Editieren direkt in der angezeigten Darstellung, und eine Kombination aus Editfeld (für den Quellcode) und parallelem Feld für die Echtzeitdarstellung desselben.
„Echtes“ WYSIWYG setzt auf modernen Computern die Konfiguration eines PostScript-kompatiblen Treibers und die Verwendung von PostScript- oder wenigstens TrueType-Schriften voraus. In der Zeit der Homecomputer wurde eine ähnliche Layouttreue erreicht, indem die Bildschirmanzeige in der ursprünglichen Auflösung an den Drucker gesendet wurde, wie es das Beispiel des Sinclair-Druckers veranschaulicht.
WYSIWYG wird neben den von Programmierern genutzten Editoren auch bei Redaktionssystemen und Content-Management-Systemen angewendet, um Redakteuren das Editieren von Webseiten auch ohne HTML-Kenntnisse zu ermöglichen.
Oft gibt es aber Umsetzungsschwierigkeiten zwischen geschriebenem Text und Darstellung, daher wird alternativ eine vereinfachte Auszeichnungssprache eingesetzt.

## Ähnliche Akronyme
WYSIWYM
What You See Is What You Mean – („Was du siehst, ist, was du meinst“) bezieht sich auf Textverarbeitungen, bei denen der Benutzer primär nur den Zweck einer Formatierung angibt (z. B. Überschrift) und nicht im Detail verwendete Schriften etc. festlegt. Die endgültige Formatierung wird dann wie bei WYSIWYAF-Formatierungen erst beim Umwandeln des Dokuments in ein Endformat (z. B. PDF oder DVI) gemacht. Am Bildschirm ist während der Eingabe für den Benutzer nur in etwa erkennbar, was er mit seiner Formatierung bezwecken wollte. Ein Beispiel für eine solche Textverarbeitung ist LyX.
WYCIWYG
What You Cache Is What You Get – („Was du zwischenspeicherst, ist, was du bekommst“) – What You Create Is What You Get oder What You Click Is What You Get („Was du erstellst/anklickst, ist, was du bekommst“)
WYSIWYAF
What You See Is What You Asked For – („Was du siehst, ist, worum du gebeten hast“) bezieht sich auf Programme, bei denen die Definition des typographischen Satzes von Hand mit Hilfe einer Makrosprache erfolgt. Dies ist zum Beispiel bei LaTeX oder Troff der Fall. Das System zeigt an, was der Benutzer spezifiziert – im Wesentlichen auch eine Aussage für: „Wer Müll eingibt, erhält Müll zurück“ (garbage in, garbage out).
WYSIWYS
What You See Is What You Sign – („Was du siehst, ist, was du unterzeichnest“) wird im Zusammenhang mit elektronischen Signaturen verwendet und bedeutet, dass der Nutzer genau die Daten signiert, die ihm vom Signatursystem angezeigt werden. Secoder-fähige Kartenleser bieten etwa eine WYSIWYS-Funktion für HBCI-Banküberweisungen (sofern die jeweilige Bank sowie die Homebanking-Software die Secoder-Erweiterung für HBCI unterstützen).
WYSIAYG
What You See Is All You Get – („Was du siehst, ist alles, was du bekommst“) unterstreicht die Einschränkungen von WYSIWYG. Es betrifft vor allem fortgeschrittene Benutzer, die an die Grenzen solcher Systeme stoßen. Früher teilweise im Bereich nichtpostscriptfähiger Layoutsysteme bei Verwendung von Bitmap-Schriften (siehe Desktop-Publishing) verwendet.
WYSIWYN
What You See Is What You Need – („Was du siehst, ist, was du brauchst“) bezieht sich auf Programme, die sich nicht durch die Zusammensetzung von Modulen definieren, sondern durch ein tiefgreifendes User/Rechtemanagement nur die Teile der Software sichtbar machen, die der User braucht.
WYSIWYP
What You See Is What You Print – („Was du siehst, ist, was du druckst“) nennt sich ein Verfahren in der heutigen Druckvorstufe, um etwaige Fehler oder Abweichungen beim Rendern der PDF-Druckvorlagen zu vermeiden.